# Buteogallus
Buteogallus R.Lesson, 1830 è un genere di uccelli rapaci della famiglia Accipitridae, diffusi nel Nuovo Mondo.

## Tassonomia
Il genere comprende le seguenti specie:
- Buteogallus schistaceus (Sundevall, 1850) - poiana ardesia
- Buteogallus anthracinus (Deppe, 1830) - poiana nera comune
- Buteogallus gundlachii (Cabanis, 1855) - poiana nera cubana
- Buteogallus aequinoctialis (J.F.Gmelin, 1788) - poiana dei granchi
- Buteogallus meridionalis (Latham, 1790) - poiana di savana
- Buteogallus lacernulatus (Temminck, 1827) - poiana collobianco
- Buteogallus urubitinga (J.F.Gmelin, 1788) - poiana nera maggiore
- Buteogallus solitarius (Tschudi, 1844) - aquila solitaria
- Buteogallus coronatus (Vieillot, 1817) - aquila solitaria coronata